# Boophis ankaratra
Boophis ankaratra Andreone, 1993 è una rana della famiglia Mantellidae, endemica del Madagascar.

## Descrizione

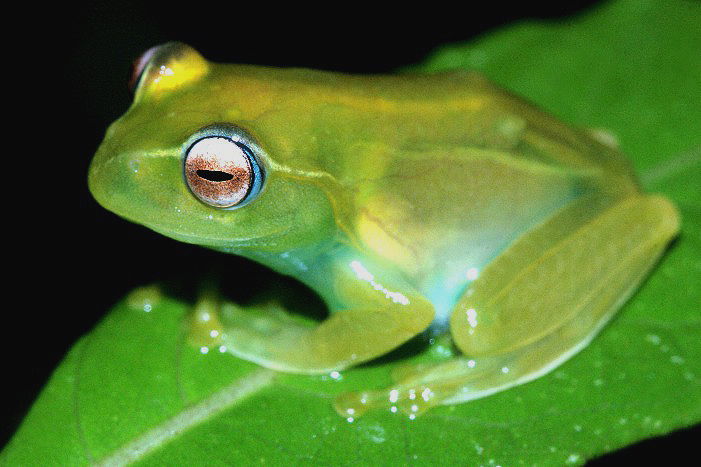
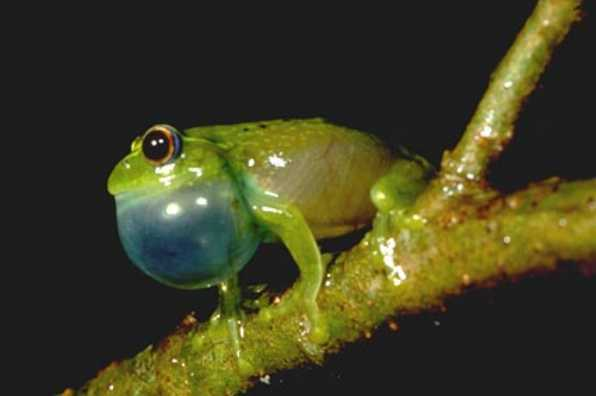

## Distribuzione e habitat
La specie è molto comune sugli altopiani del Madagascar centrale, dai 1 200 ai 1800 m s.l.m.

## Conservazione
La IUCN red list classifica Boophis ankaratra come specie a basso rischio (Least Concern).
Lo si può osservare all'interno del Parco nazionale di Andringitra e nella Riserva speciale di Ambohitantely.